# Knaster-Kuratowski-Fan

Knaster-Kuratowski Fan

Der Knaster-Kuratowski-Fan ist ein spezieller auf die Mathematiker Bronisław Knaster und Kazimierz Kuratowski zurückgehender topologischer Raum. Die Bezeichnung Fan, auf Deutsch Fächer, bezieht sich auf die geometrische Form als Unterraum der Ebene. Eine andere Bezeichnung ist Cantor-Teepee, die in offensichtlicher Weise ebenfalls eine Anspielung auf die geometrische Form ist und gleichzeitig einen Hinweis auf die der Konstruktion zu Grunde liegenden Cantor-Menge beinhaltet.
Es handelt sich um einen zusammenhängenden Raum, der nach Entfernung eines Punktes total unzusammenhängend wird. 

## Konstruktion
Es sei {\displaystyle C\subset [0,1]} die Cantor-Menge, das heißt die Menge aller Punkte, die eine nur aus den Ziffern 0 und 2 bestehende Dezimalentwicklung zur Basis 3 besitzen. {\displaystyle p} sei der Punkt {\displaystyle \textstyle ({\frac {1}{2}},{\frac {1}{2}})}. Zu jedem {\displaystyle c\in C} sei {\displaystyle {\overline {cp}}} die Strecke, die {\displaystyle c} mit {\displaystyle p} verbindet.
Für {\displaystyle c\in C} sei nun
{\displaystyle X_{c}:=\{(x,y)\in {\overline {cp}}|\,y\in \mathbb {Q} \}},
falls {\displaystyle c} eine abbrechende, aus den Ziffern 0 und 2 bestehende Entwicklung zur Basis 3 besitzt, und
{\displaystyle X_{c}:=\{(x,y)\in {\overline {cp}}|\,y\in \mathbb {R} \setminus \mathbb {Q} \}}
für alle anderen {\displaystyle c\in C}. Der Raum
{\displaystyle X:=\bigcup _{c\in C}X_{c}\subset \mathbb {R} ^{2}}
mit der von {\displaystyle \mathbb {R} ^{2}} induzierten Relativtopologie ist der Knaster-Kuratowski-Fan.
Der Unterraum {\displaystyle X\setminus \{p\}} heißt punktierter Knaster-Kuratowski-Fan.

## Eigenschaften
- Der Knaster-Kuratowski Fan ist ein separabler, metrischer Raum, denn er ist ein Teilraum von {\displaystyle \mathbb {R} ^{2}}.
- Der Knaster-Kuratowski Fan ist zusammenhängend. Ist nämlich {\displaystyle X=U\cup V} mit disjunkten und offenen Mengen {\displaystyle U} und {\displaystyle V}, so muss eine der beiden Mengen {\displaystyle p} enthalten. Dann kann man zeigen, dass diese Menge schon ganz {\displaystyle X} sein muss.[3]
- Der punktierte Knaster-Kuratowski-Fan {\displaystyle X\setminus \{p\}} ist total unzusammenhängend. Das liegt im Wesentlichen daran, dass man {\displaystyle X_{c_{1}}\setminus \{p\}} und {\displaystyle X_{c_{2}}\setminus \{p\}} für zwei verschiedene {\displaystyle c_{1}\not =c_{2}} aus {\displaystyle C} in {\displaystyle \mathbb {R} ^{2}} durch eine Gerade trennen kann. Zwischen {\displaystyle c_{1}} und {\displaystyle c_{2}} liegt nämlich ein Punkt {\displaystyle x\in [0,1]\setminus C} und die Gerade durch {\displaystyle x} und {\displaystyle p} leistet das Verlangte. Da jedes {\displaystyle X_{c}\setminus \{p\}} für sich total unzusammenhängend ist, kann man schließen, dass {\displaystyle X\setminus \{p\}} ist total unzusammenhängend ist.[4]
- Der Unterraum {\displaystyle X\setminus \{p\}} ist nicht total separiert.[5] Bekanntlich folgt total unzusammenhängend aus total separiert; wir haben hier also ein Beispiel dafür, dass die Umkehrung im Allgemeinen nicht gilt.